# Varanovec bornejský
Varanovec bornejský (Lanthanotus borneensis) je jediným zástupcem rodu varanovec (Lanthanotus). Rod bývá řazen buď do samostatné čeledi varanovcovití (Lanthanotidae) nebo do čeledi varanovitých (Varanidae). Druh se vyskytuje výhradně na ostrově Borneo. Mezinárodní svaz ochrany přírody považuje varanovce bornejského za ohrožený druh. Pro svou tajemnost a pouze minimální pozorování ve volné přírodě bývá nazýván svatým grálem herpetologů. Prvního živého jedince se odborníkům podařilo prozkoumat až v roce 1961.

## Popis
Jedná se o asi 40 cm dlouhého ještěra šedohnědé barvy s protáhlým, štíhlým tělem a krátkýma, nedokonalýma nohama. Na zádech má 6 podélných řad silných kýlnatých šupin. Oči jsou malé, vidění pravděpodobně omezené. Je schopen slyšet, přestože postrádá ušní bubínek i viditelné ušní otvory. Má vyvinuty jedové žlázy a je považován za jedovatého.

## Biologie
Varanovec bornejský je noční živočich, přes den spí v podzemních úkrytech. Žije napůl ve vodě, dobře se potápí. Živí se především žížalami a podobnou kořistí. V zajetí požíral i chobotničky, kusy ryb a játra. Je vejcorodý, snůška obsahuje kolem 6 vajíček.

## Výskyt
Varanovec bornejský patří mezi endemické druhy ostrova Borneo, to znamená, že se vyskytuje pouze na tomto ostrově. Žije jak na území patřící Malajsii, tak na území náležící Indonésii, konkrétně v oblasti Malajského sultanátu Sarawak a také ve dvou ze čtyř indonéských provincií (Západní Kalimantan a Severní Kalimantan).

## Vztah k lidem

### Ohrožení
Jedná se o ohrožený druh, který má patrně jen extrémně malou populaci, která je vlivem odlesňování silně fragmentována. Již tak zmenšená populace navíc čelí tlaku ze strany místních obchodníků, kteří varanovce chytají pro následný prodej jako domácích mazlíčků. 

### Chov v zoo
Patří k raritním chovancům. Vzhledem k ničení jeho přirozeného prostředí je snahou vytvořit záložní populaci v lidské péči. Největší skupina je v Zoo Shirawa v Japonsku, kde se v roce 2014 podařil i světový prvoodchov. V Evropě je chován velmi vzácně – v pouhých šesti zoo (stav léto 2018: Praha /CZ/, Neunkirchen /D/, Vídeň /A/, Štýrský Hradec /A/, Moskva /RUS/, Budapešť /H/). Evropský prvoodchov se podařil teprve v roce 2017 ve Vídni.

#### Chov v Zoo Praha
První jedinci tohoto druhu přišli do Zoo Praha 2. prosince 2016. Jednalo se o šest mláďat narozených v září a říjnu toho roku a samici narozenou v roce 2014. Všechna tato zvířata byla narozena v japonské Zoo Shirawa. Samice byla umístěna do expozice v noční části pavilonu Indonéská džungle. V roce 2017 byl pořízen samec z rakouského zařízení Turtle Island ve Štýrském Hradci. Na konci roku 2017 bylo v Zoo Praha chováno devět varanovců bornejských. Na konci srpna 2018 se vylíhlo první mládě tohoto vzácného plaza. Po 84 dnech inkubace se vylíhlo mládě o délce 14 cm a váze 4,1 gramu. Po prvním nedělním mláděti následovala v úterý další čtyři. Na konci roku 2018 bylo chováno 14 jedinců. V říjnu 2019 se vylíhlo šest mláďat. Tím se počet mláďat vylíhlých v Zoo Praha dostal na číslo 11. V listopadu následovalo dalších pět mláďat.